# Szalona miłość
Szalona miłość − amerykański melodramat z 1995 roku.

## Główne role
- Chris O’Donnell − Matt Leland
- Drew Barrymore − Casey Roberts
- Matthew Lillard − Eric
- Richard Chaim − Duncan
- Joan Allen − Margaret Roberts
- Jude Ciccolella − Richard Roberts
- Amy Sakasitz − Joanna Leland
- T.J. Lowther − Adam Leland
- Kevin Dunn − Clifford Leland

## Fabuła
Nastoletni Matt Leland prowadzi stabilne i w miarę spokojne życie. Mieszka z ojcem na przedmieściach Seattle. Po śmierci matki to on opiekuje się młodszym rodzeństwem i jednocześnie uczy się w college'u. Powoduje to, że nie może zbytnio zaangażować się w życie towarzyskie, ale to nie znaczy, że akceptuje to. Co wieczór przez lunetę podgląda mieszkającą po drugiej stronie jeziora Casey Roberts, która zwraca uwagę swoim ekscentrycznym sposobem bycia. Pewnego wieczoru oboje spotykają się w klubie rockowym Moe. Tak zaczyna się miłość, na którą rodzice obojga patrzą przychylnie. Ale pewnego wieczoru młodzi nie wracają do domów. Wskutek tego Casey zostaje zawieszona w prawach ucznia, a ojciec zakazuje Mattowi kontaktów z dziewczyną. Później Matt dowiaduje się, że Casey trafiła do szpitala psychiatrycznego. Pomaga jej w ucieczce i ruszają do Nowego Meksyku.